# Cathay Pacific

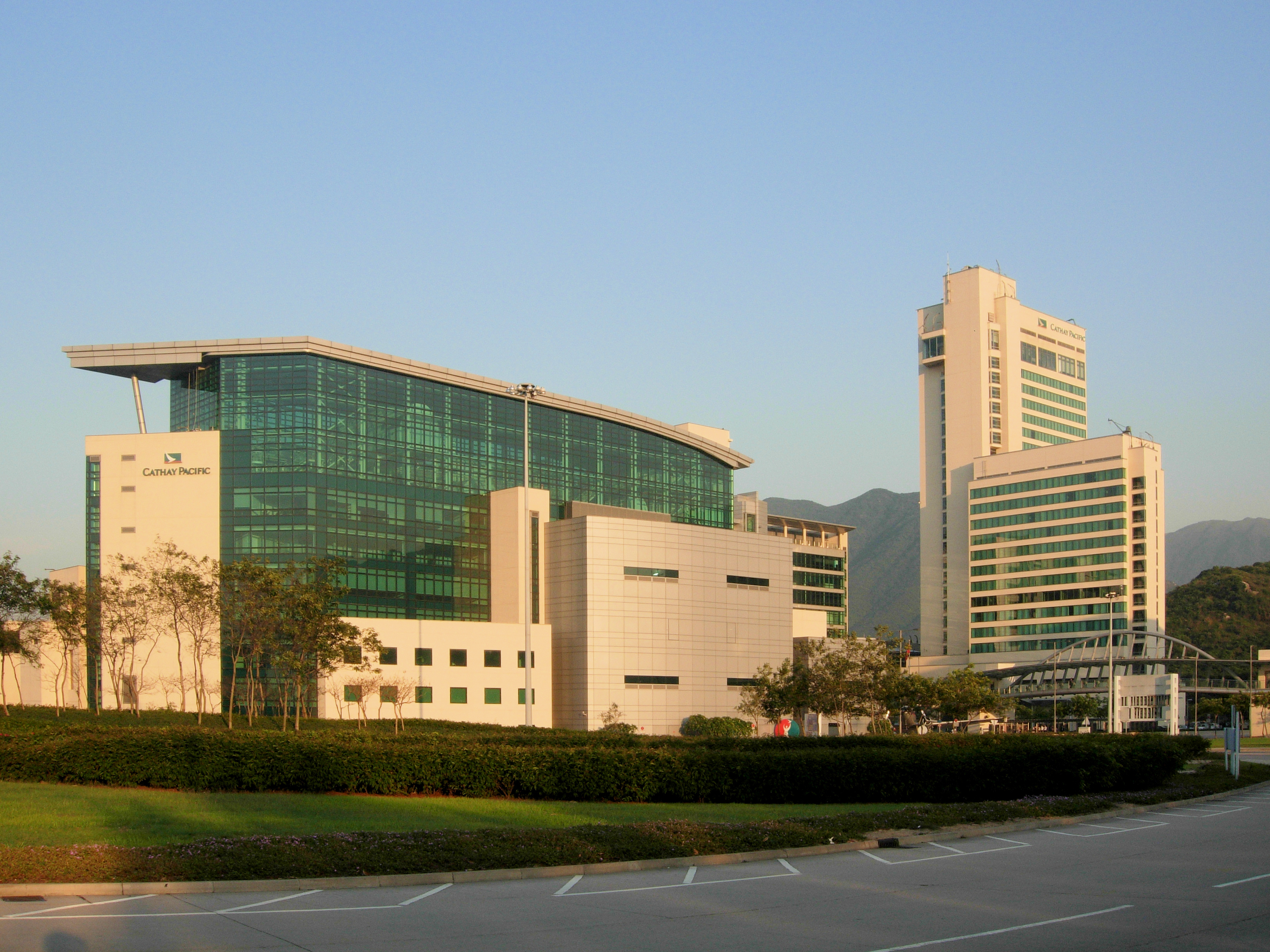
Cathay City

Cathay Pacific är ett Hongkong-baserat flygbolag som startade 1946 men blev uppköpt och koncentrerat till Hongkong efter uppköp av Swire Group 1948. Cathay Pacific är enligt projektet JACDEC det tolfte säkraste flygbolaget i världen 2018.
Cathay Pacific är medlem av flygbolagsalliansen Oneworld sedan dess grundande 1999.
De har flugit bland annat Boeing och Lockheed Martin TriStar. Cathay Pacific flyger med både Boeing och Airbus.

## Historia
Cathay Pacific grundades som "Roy Farrell Export-Import Co, Ltd" (kinesiska: 澳 華 出入口 公司) i Shanghai i januari 1946 av australiska Sydney de Kantzow och amerikanska Roy Farrell.

## Flotta
Cathay Pacific har endast långdistansflygplan, varav dock en del är inredda med regionalkabin. 
Flotta (oktober 2015):